# Bahnstrecke Sawallja–Wyschnyzja
| Streckenlänge: | 39 km                    |                                                   |                                                   |
| Spurweite: | 1520 mm (Russische Spur) |                                                   |                                                   |
| |                          |                                                   |                                                   |
| \| \| \| von Czernowitz \| \| \| \| \| Nepolokiwzi (Неполоківці) \| \| \| \| \| Werksgleis, frühere Strecke der Lokalbahn \| \| \| \| \| Nepolokiwzi \| \| \| \| 0 \| Sawallja (Завалля) \| Sawallja (Завалля) \| \| \| \| nach Lemberg \| \| \| \| \| Pruth \| \| \| \| 5 \| Tscheremosch \| Tscheremosch \| \| \| -6 \| Barbeschty \| Barbeschty \| \| \| \| Tschortoryja \| \| \| \| \| \| \| \| \| 8 \| Waschkiwzi (Вашківці) \| Waschkiwzi (Вашківці) \| \| \| 16 \| Sloboda-Banyliw (Слобода-Банилів) \| Sloboda-Banyliw (Слобода-Банилів) \| \| \| 21 \| Banyliw (Банилів) \| Banyliw (Банилів) \| \| \| 27 \| Milijewe (Мілієве) \| Milijewe (Мілієве) \| \| \| 32 \| Ispas (Іспас) \| Ispas (Іспас) \| \| \| 36 \| Tschornohusy (Чорногузи) \| Tschornohusy (Чорногузи) \| \| \| \| Werksgleis für Sägewerk, früher Abzweig nach Kuty \| \| \| \| 39 \| Wyschnyzja (Вижниця) \| Wyschnyzja (Вижниця) \| \| \| \| Tscheremosch \| \| \| \| \| Kuty (Кути) \| \| |                          |                                                   |                                                   |
| Strecke |                          | von Czernowitz                                    | von Czernowitz                                    |
| Bahnhof |                          | Nepolokiwzi (Неполоківці)                         | Nepolokiwzi (Неполоківці)                         |
| Abzweig geradeaus und nach links · Strecke von rechts |                          | Werksgleis, frühere Strecke der Lokalbahn         | Werksgleis, frühere Strecke der Lokalbahn         |
| Strecke · ehemaliger Haltepunkt / Haltestelle |                          | Nepolokiwzi                                       | Nepolokiwzi                                       |
| Bahnhof | 0                        | Sawallja (Завалля)                                | Sawallja (Завалля)                                |
| Abzweig geradeaus und nach rechts · Strecke (außer Betrieb) |                          | nach Lemberg                                      | nach Lemberg                                      |
| Strecke · Brücke über Wasserlauf (Strecke außer Betrieb) |                          | Pruth                                             | Pruth                                             |
| Brücke über Wasserlauf · Strecke (außer Betrieb) | 5                        | Tscheremosch                                      | Tscheremosch                                      |
| Strecke · Haltepunkt / Haltestelle (Strecke außer Betrieb) | -6                       | Barbeschty                                        | Barbeschty                                        |
| Strecke · Haltepunkt / Haltestelle (Strecke außer Betrieb) |                          | Tschortoryja                                      | Tschortoryja                                      |
| Abzweig geradeaus und ehemals von links · Strecke nach rechts (außer Betrieb) |                          |                                                   |                                                   |
| Bahnhof | 8                        | Waschkiwzi (Вашківці)                             | Waschkiwzi (Вашківці)                             |
| Haltepunkt / Haltestelle | 16                       | Sloboda-Banyliw (Слобода-Банилів)                 | Sloboda-Banyliw (Слобода-Банилів)                 |
| Bahnhof | 21                       | Banyliw (Банилів)                                 | Banyliw (Банилів)                                 |
| Haltepunkt / Haltestelle | 27                       | Milijewe (Мілієве)                                | Milijewe (Мілієве)                                |
| Bahnhof | 32                       | Ispas (Іспас)                                     | Ispas (Іспас)                                     |
| Haltepunkt / Haltestelle | 36                       | Tschornohusy (Чорногузи)                          | Tschornohusy (Чорногузи)                          |
| Strecke von links · Abzweig geradeaus und nach rechts |                          | Werksgleis für Sägewerk, früher Abzweig nach Kuty | Werksgleis für Sägewerk, früher Abzweig nach Kuty |
| Kopfbahnhof Streckenende | 39                       | Wyschnyzja (Вижниця)                              | Wyschnyzja (Вижниця)                              |
| Brücke über Wasserlauf (Strecke außer Betrieb) |                          | Tscheremosch                                      | Tscheremosch                                      |
| Kopfbahnhof Streckenende (Strecke außer Betrieb) |                          | Kuty (Кути)                                       | Kuty (Кути)                                       |

Die Bahnstrecke Sawallja–Wyschnyzja ist eine Nebenbahn in der Ukraine. Die eingleisige und nicht elektrifizierte Strecke verläuft in der westlichen Ukraine durch Galizien und die Bukowina und wird durch die Ukrainischen Eisenbahnen, im Speziellen die Lwiwska Salisnyzja, bedient.

## Geschichte
Ein Großteil der heutigen Bahnstrecke wurde am 25. September 1895 durch die Neue Bukowinaer Lokalbahn-Gesellschaft im damaligen Kronland Bukowina in Österreich-Ungarn konzessioniert und am 7. Juli 1898 als Lokalbahn Nepolokoutz–Wiznitz in Normalspur (1435 mm) eröffnet, die Betriebsführung oblag den k.k. österreichische Staatsbahnen. Die Strecke lag zunächst gänzlich in der Bukowina und zweigte in Nepolokoutz (heute Nepolokiwzi) von der Bahnstrecke zwischen Lemberg und Czernowitz (heute Bahnstrecke Lwiw–Tscherniwzi) ab, überquerte südlich des Ortes den Pruth und führte dann ab Waschkoutz Waschkiwzi auf der heute noch bestehenden Strecke weiter nach Wiznitz (heute Wyschnyzja).
Nach dem Ende des Ersten Weltkrieges kam die Bahn zu Rumänien und wurde durch die Rumänischen Staatsbahnen übernommen und weiterbetrieben. Zwischen 1930 und 1934 wurde eine Holzbrücke über den Tscheremosch nach Kuty, das im damaligen Polen lag, erbaut und eine kurze Eisenbahnstrecke über diese Brücke zum Bahnhof Kuty zweigte kurz vor dem rumänischen Bahnhof Vijniţa ab.
Während des Zweiten Weltkrieges wurde 1940 die Nordbukowina kurzzeitig durch die Sowjetunion annektiert kam aber nach dem Überfall Deutschlands auf die Sowjetunion und der Rückeroberung der Nordbukowina durch rumänische Truppen im Sommer 1941 bis 1944 wieder in rumänischen Besitz. Bei der Rückeroberung durch die sowjetischen Truppen wurde die hölzerne Brücke über den Tscheremosch bei Wyschnyzja in Brand geschossen und nicht wieder aufgebaut, die Gleisanlagen am Nordufer des Flusses wurden abgebaut.
Nach dem Ende des Zweiten Weltkriegs wurden die Nordbukowina endgültig an die Sowjetunion angeschlossen und die Bahnstrecke auf Breitspur (1520 mm) umgespurt, die Eingleisigkeit jedoch beibehalten. Später erfolgte ein Neubau eines Teils der Strecke mit Brücke über den Tscheremosch zwischen Sawallja und Waschkiwzi, die alte Strecke ab Nepolokiwzi bis Barbeschty wurde aufgelassen, die Gleise dies- und jenseits des Pruth werden aber noch für den Werksverkehr genutzt.
Nach einem schweren Hochwasser im Juli 2008 war die Brücke über den Tscheremosch beschädigt und somit die Strecke unterbrochen, bereits am 5. Dezember 2008 konnte die Brücke behelfsmäßig instand gesetzt werden und die Züge wieder fahren, am 11. Mai 2010 konnte die Brücke jedoch nach Instandsetzung und Sanierung wieder eröffnet werden.
Die Strecke hat neben dem Personenverkehr vor allem auch für den Abtransport des Holzes aus dem Sägewerk in Wyschnyzja Bedeutung.